# Retshjælpen RUSK
Retshjælpen RUSK er en københavnsk retshjælp på Nørrebro, der hører under Foreningen RUSK, som har eksisteret siden 2009. Retshjælpen yder gratis, juridisk rådgivning primært inden for strafferet og straffeproces samt hjælper med klager over politi eller andre forvaltningsmyndigheder.
Retshjælpen RUSK var en vigtig aktør i forbindelse med FN's Klimatopmøde, COP15, i København i december 2009, hvor de med hjælp fra jurastuderende fra både Tyskland og Sverige holdt døgnåbent. Efter en klage fra RUSK til Folketingets ombudsmand vedr. dårlige forhold for de indsatte i de bure, der tjente som midlertidigt fængsel under topmødet, indledte ombudsmanden en undersøgelse af forholdene.
Desuden har retshjælpen indsamlet klager fra mange af de frihedsberøvede ved masseanholdelsen d. 12. december, hvor over 1.000 demonstranter blev præventivt frihedsberøvet, og ført sag for dem ved Københavns Byret i foråret og sensommeren 2010. Der forventes afsagt afgørelse ultimo oktober 2010.